# Мешки для трупов (фильм)
«Мешки для трупов» («Сумки для человеческих тел») — фильм-антология ужасов. Состоит из трёх историй, снятых режиссёрами Джоном Карпентером и Тоубом Хупером.

## Сюжет
Фильм состоит из трёх рассказов в духе «Баек из склепа», которые рассказывает зрителю коронер в ночную смену в исполнении одного из режиссёров фильма Джона Карпентера.

### Бензоколонка
Девушка Анна — молодая студентка, решившая подработать в ночную смену на одной из заправок. Приняв смену у дневного работника Билла, она приступает к работе. Перед уходом Билл оставляет ей свой номер телефона, чтобы она звонила ему, если что-нибудь произойдет. По телевизору объявляют об очередном убийстве, совершённом жестоким маньяком, орудующим в окрестностях и, чтобы как-то отвлечься, Анна пытается сосредоточиться на подготовке к экзамену. На заправку приезжает молодой человек, который производит на Анну сильное впечатление. Заговорившись с ним, она понимает, что тот не забрал свою кредитную карточку. Анна выбегает на улицу и кричит ему вслед, но молодой человек уезжает. Анна возвращается назад в офис, но не может открыть дверь, поскольку та закрывается автоматически и открывается лишь изнутри. В этот же момент на Анну из-за угла выпрыгивает грязный и неопрятный бродяга, который просит Анну пустить его в туалет. Анна вспоминает слова Билла, что в магазине напротив есть запасные ключи. Она говорит бродяге, что забыла ключ от офиса внутри и ей надо сходить за запасным. Пройдя через территорию заправки, она доходит до магазина, но опять не может открыть дверь из-за отсутствия ключей. Она пролезает через открытую дверь станции обслуживания и проникает в магазин, где находит ключи. Все это время бродяга следует за ней, что приводит Анну в испуг. Вернувшись в офис, она дает ему ключ от туалета и бродяга уходит. Спустя некоторое время на заправку приезжает мужчина с девушкой. Анна просит проверить его, что происходит в туалете. Вернувшись, мужчина сказал, что бродяга всего-навсего уснул там в туалете. Расплатившись, он уезжает. Анна идет в туалет, но находит там лишь картину жуткой расчленёнки, нарисованную на стене. И, видимо, совсем недавно. Анна в шоке выбегает на улицу и слышит, как включился подъёмник на станции обслуживания. Она идет туда и находит бродягу на переднем сидении машины с перерезанным горлом. В шоке она падает, проливая на пол машинное масло, затем бежит в офис и звонит Биллу. Ожидая ответа, она слышит телефонный звонок из магазина. В этот же момент в магазине Билл берет трубку и говорит, что это автоответчик и чтобы ему оставили сообщение. В руках у него мачете. Он перерубает провод и начинает двигаться в сторону офиса. По дороге он снимает с пожарного щитка кувалду, которой начинает выбивать стекло в офис. Анна пытается найти что-то для защиты и открывает шкаф, откуда выпадает тело мужчины с перерезанным горлом. Это настоящий Билл, личность которого взял себе убийца. «Билл» наконец проникает в офис, но Анна бьет его гаечным ключом по лицу и выбегает на улицу. Думая, что все закончилось, она садится на землю и плачет. Однако «Билл» встает и вновь преследует Анну. Он загоняет её на станцию обслуживания. В последний момент, когда он занес над ней мачете, появляется молодой человек, который первым приезжал на заправку. Они борются, но «Биллу» удается ударить его по голове. Однако тут же «Билл» поскальзывается на пролитом машинном масле и его уносит под машину. Анна опускает подъёмник и «Билла» раздавливает машиной, выпуская наружу все его внутренности. Молодой человек, придя в себя, говорит, что он забыл свою кредитку.

### Волосы
Ричарду далеко за пятьдесят. Он встречается с Меган, девушкой намного моложе его самого. Постепенное облысение Ричарда очень беспокоит его, но не его любимую. Она любит его таким, какой он есть. И всяческие попытки остановить облысение приводят к ссоре. После того, как Ричард сказал, что Меган скорее всего бросит его, когда он полностью облысеет, девушка выходит из себя и уходит со свидания, к которому Ричард так усердно готовился. В этот же вечер Ричард видит рекламу новой клиники по восстановлению волос. На следующий день он приходит туда и знакомится с доктором, который двояко намекает, что он и так выглядит нормально и операция ему не нужна. Однако Ричард говорит то же, что сказал и Меган — он боится, что его не полюбят за его внутренний мир, так как всегда будут смотреть на внешнюю оболочку. Ричарду наносят бальзам на голову и обматывают бинтом. На следующий день он снимает повязку и из под неё выпадают густые, длинные и шелковистые волосы. Ричард вне себя от счастья и тут же приглашает Меган, чтобы продемонстрировать, что произошло. На следующий день у Ричарда заболело горло и волосы отросли на 30 сантиметров. После похода к парикмахеру он возвращается домой. Горло начинает болеть сильнее. Он смотрит в зеркало, чтобы проверить что с ним, и видит маленького червячка, который тут же уползает в глотку. Ричард ложится на диван и засыпает. Посреди ночи звонит рассерженная Меган. Ричард не пришёл на обещанную встречу. Ричард говорит, что заболел, но она ему не верит. Утром Ричард подходит к зеркалу. Волосы отросли почти до самого пола, они начали расти на лице, в ушах, на руках и щеках. Ричард отрезает один из толстых волосков и слышит тоненький писк. Взяв в руки лупу, Ричард видит, что это не волос, а маленький червячок. Он кусает Ричарда за палец, и тот в испуге смывает его в раковину. Ричард возвращается в клинику и требует у доктора ответа — Что с ним произошло? Доктор разрезает ему руку и из неё выползает целая куча червячков. Доктор говорит, что это цена его тщеславия. А также, что сам доктор и его медсестра инопланетные организмы, которые нашли идеальный способ выживания, а именно — как доставать их единственную пищу — человеческие мозги. Сестра уводит Ричарда в комнату для взятия мозга, а к доктору заходит новый клиент.

### Глаз
Бейсболист Брент Мэттьюз после матча возвращается домой и попадает в аварию, в которой теряет глаз. Доктор предлагает испробовать на нём новую методику, которая раньше не применялась — пересадка глаза от мертвеца. Поскольку для Брента это единственный шанс вновь играть в бейсбол, он соглашается. После успешной операции он возвращается домой, где его жена Кэти сообщает, что ждет ребёнка. Поскольку Брент все ещё на реабилитации, он соглашается некоторое время побыть дома и собрать детскую кроватку. Этим же вечером у Брента начинаются видения. Он видит как из земли в его саду вылез труп блондинки. На следующий день он роет яму в том же месте, но ничего не находит. В последующие дни его поведение резко меняется. Он ни с того ни с сего грубит жене, видит отрезанные руки в утилизаторе, трупы блондинок. А когда вечером он решил похвастаться, как он собрал кроватку, ему привиделась пьяная блондинка, которая в гневе прижгла ему лицо сигаретой. Этой же ночью во время занятия сексом с женой ему показалось что под ним лежит окровавленный труп блондинки. Брент дико засмеялся и укусил жену, глубоко прокусив ей плечо. Испугавшись мужа, Кэти уходит спать в гостиную. Утром она застает Брента, мечущегося по комнате и читающего библию. Она пытается расспросить его, что происходит, но он убегает. На стоянке возле госпиталя Брент ловит доктора, сделавшего ему операцию, и спрашивает чей глаз ему пересадили. Доктор долго не хотел говорить, однако всё-таки называет имя — Джон Рендел. Брент идет в местный архив и узнает, что Рендел был серийным убийцей, который убивал исключительно блондинок, поскольку его мать, избивавшая его в детстве, так же была светловолосой. Все жертвы были убиты садовыми ножницами — изнасилованы, расчленены и закопаны в саду у Рендела. Кэти возвращается вечером домой и видит, что Брент вырыл глубокую яму во дворе. Брент говорит, что это её могила и бежит за ней в дом. Он привязывает её волосами к ножке стола и достает садовые ножницы. Личность Рендела взяла над ним верх. Он говорит об этом Кэти, а та пытается его вразумить. Но Брент называет её шлюхой и говорит, что она заслуживает смерти. Кэти дотягивается до библии и протягивает её мужу. Брент говорит, что ему незачем это читать, однако Кэти настаивает. Внезапно в голове у Брента проносятся все воспоминания последних дней одновременно — хорошие и плохие. Он сознает что в нём борются две личности и только одна из них должна остаться. Брент роняет библию и втыкает садовые ножницы в глаз Рендела так глубоко, что тот падает замертво.
В последнем кадре видна лежащая на полу библия. На её окровавленных страницах видна надпись «Если же правый глаз твой соблазняет тебя, вырви его и брось от себя, ибо лучше для тебя, чтобы погиб один из членов твоих, а не все тело твое было ввержено в геенну».

### Заключение
Коронер заканчивает последнюю историю и слышит шум. Он снимает с себя халат и на его теле видна огнестрельная кровавая рана. Он ложится на стол и замирает. В комнату заходят настоящие патологоанатомы, роль одного из которых исполнил Тоуб Хупер, режиссёр одного из рассказов, и начинают делать вскрытие.

## В ролях
- Джон Карпентер — рассказчик историй в морге
- Том Арнольд — патологоанатом в морге
- Тоуб Хупер — патологоанатом в морге
- Роберт Кэррадайн — Билл
- Алекс Дэтчер — Энни
- Питер Джейсон — Гент
- Молли Чик — подруга Гента
- Уэс Крэйвен — мужчина, купивший сигареты на заправке
- Сэм Рэйми — мёртвый Билл
- Дэвид Нотон — Пит
- Джордж Бак Флауэр — бродяга на заправке
- Люси Бориер — Пэгги, подруга Энни
- Стейси Кич — Ричард Кобертс
- Дэвид Уорнер — доктор Лок
- Шина Истон — Меган
- Марк Хэмилл — Брент Мэттьюз
- Твигги — Кэти Мэттьюз

## О фильме
- Изначально планировалось выпустить сериал «Мешки для трупов» по аналогии с сериалом «Байки из склепа», однако впоследствии от этой идеи отказались.
- В 2013 году фильм был выпущен на Blu-ray.
- В России в середине 1990-х распространялся на нелегальных VHS и LD в переводе Антона Пронина, Василия Горчакова и Вартана Дохалова. Так же транслировался на телеканале СТС.